# Kung Edvards slott och stadsmurar i Gwynedd
Kung Edvards slott och stadsmurar i Gwynedd är ett världsarv i Storbritannien bestående av fyra slott uppförda under Edvard I:s regeringstid. De fyra är
| Bild | Namn              | Beskrivning |
| ---- | ----------------- | --- |
|      | Beaumaris Castle  | Slottet i Beaumaris började uppföras av kung Edvard I 1295 för att stärka det engelska försvaret. Liksom många av de övriga befästningarna som började att byggas blev Beaumaris aldrig helt färdigställt.                                                                    |
|      | Caernarfon Castle | Slottet i Caernarfon är troligtvis Edward I:s största bedrift. Den började uppföras 1283 under Llywelyns misslyckade uppor och det fick sin nuvarande form omkring 1323. |
|      | Conwy Castle      | Slottet i Conwy är uppdelad i två gårdar, där innergården och yttergården omges av fyra torn vardera. Den är byggd på berggrunden för att minska risken för undermineringar samt drar fördel av terrängen i övrigt genom att ligga på en klippa vid utloppen av floden Conwy. |
|      | Harlech Castle    | Slottet i Harlech byggdes uppe på en klippa nära havet. Under Rosornas krig var anläggningen det sista lancastriska slottet som blev omringat, år 1468; det lyckades motstå det sju år långa slaget genom att leveranser till slottet kunde upprätthållas sjövägen.           |

Världsarvskommitténs motivering till anläggningarnas världsarvsstatus lyder:
| ” | kriterium i: Beaumaris och Harlech representerar ett unikt resultat på så vis att de kombinerar den dubbelmurade byggnaden som är kännetecknande för den militära arkitekturen i slutet av 1200-talet med en starkt samlad central plan och skönhet vad gäller deras proportioner och murverk. Dessa är James de St Georges mästerverk, som förutom att han var kungens chefsarkitekt, var konstapel i Harlech från 1290 till 1293. | „ |

| ” | kriterium iii: De kungliga slotten i det forntida furstendömet Gwynedd bär en unik vittnesbörd för byggandet i mitten av medeltiden i den mån denna kungliga beställningar är fullständigt dokumenterade. Taylor i Colvins redovisning i "The History of the King’s Works, London (1963)", anger arbetarnas ursprung, som hämtades in från alla Englands regioner och beskriver användningen av huggen sten på platsen. De beskriver den samlade finansieringen av byggnadsarbetena och arbetarnas och folkets dagliga liv och utgör därmed en av de främsta källorna till medeltidens historia. | „ |

| ” | kriterium iv: Slotten och befästningarna i Gwynedd är de bästa exemplen på militärarkitektur i Europa från slutet av 1200-talet och början av 1300-talet. Byggandet av dem, påbörjades 1283 och förhindrades tidvis av det Walesiska upproret i Madog ap Llywelyn 1294, som pågick fram till 1330 i Caernarfon och 1331 i Beaumaris. De har genomgått minimala renoveringar och ger, i dess ursprungliga tillstånd, en veritabel repertoar av den medeltida arkitekturformen: yttre befästningar, vindbryggor, befästa portar, chikaner, redutter, fängelsehålor, torn och ringmurar. | „ |